# Lopušné Pažite
Lopušné Pažite jsou obec na Slovensku, v okrese Kysucké Nové Mesto v Žilinském kraji. Žije zde 441 obyvatel.